# موتور گل‌محمد شه‌بخش
موتور گل‌محمد شه‌بخش یا نوک‌آباد روستایی در دهستان کورین بخش کورین شهرستان زاهدان استان سیستان و بلوچستان ایران است.

## جمعیت
بر پایه سرشماری عمومی نفوس و مسکن در سال ۱۳۹۵ جمعیت این روستا ۱۵ نفر (۶خانوار) بوده‌است.